# Gaio Mario il Giovane
Gaio Mario, detto il Giovane (110/108 a.C. – Palestrina, 82 a.C.), è stato un politico romano.

## Biografia
Figlio del generale Gaio Mario e di Giulia, fu sempre stimato dal cugino Giulio Cesare.
In gioventù fu educato assieme a Cicerone e Tito Pomponio Attico da tutori greci. Mario il giovane assume un ruolo da protagonista durante la fase più acuta dello scontro durante la guerra civile. Come il padre appoggiò la causa dei plebei contro i patrizi. Intorno al 92 a.C. sposò, per ordine di suo padre, Licinia, figlia di Lucio Licinio Crasso. 
Fu console nell'82 a.C.. Durante il suo consolato, sposò Mucia Terzia (futura moglie di Gneo Pompeo Magno). Nell'82 a.C., Lucio Cornelio Silla e il suo esercito sbaragliarono l'esercito di Mario nella battaglia di Sacriporto, nei pressi di Verrugo Collis. Rifugiatosi a Palestrina, durante il successivo assedio, Mario si suicidò.
Non lasciò discendenza legittima, ma nel 45 a.C. un uomo, Amazio, detto Pseudo-Mario, si presentò a Roma dichiarando di essere suo figlio.